# Takada Toshiko
Takada Toshiko (jap. 高田 敏子; * 16. September 1914 in der Präfektur Tokio; † 28. Mai 1989) war eine japanische Lyrikerin.
Takada besuchte die Atomi-Mädchenoberschule (跡見女学校, Atomi Jogakkō) in Koishikawa (heute Bunkyō). Sie heiratete 1935 und lebte mit ihrem Mann ab 1935 in Harbin. 1946 kehrte sie mit ihrer Familie nach Japan zurück. Sie veröffentlichte Gedichte in verschiedenen Literaturzeitschriften sowie mehrere Gedichtbände. 1967 wurde sie mit dem Murō-Saisei-Lyrikpreis ausgezeichnet.